# 巴爾斯菲尤爾
巴爾斯菲尤爾（挪威語：Balsfjord）是挪威特罗姆斯郡的市镇，行政中心为斯托爾斯泰因內斯村。市镇面积為1,496.98平方公里，2023年人口数量為5,517人，人口密度為3.8人/平方公里。